# Léon Sandon
Pour les articles homonymes, voir Sandon.
Gabriel Léon Sandon, né le 24 août 1823 à Felletin (Creuse), et mort le 26 octobre 1872 dans le 4e arrondissement de Paris, est un avocat français célèbre pour les controverses que sa détention successive dans des asiles a suscitées autour des excès auxquels la loi du 30 juin 1838 sur les aliénés pouvait conduire. Lui-même et quelques auteurs ont plaidé la détention arbitraire, tandis que plusieurs des aliénistes qui l’ont observé ainsi que le rapport d’autopsie plaident pour une maladie mentale caractérisée par des idées fixes obsessionnelles.

## Biographie
En 1848, Léon Sandon est nommé par Crémieux avocat général. Après avoir donné sa démission, il s'inscrit au barreau de Limoges. En 1849, il est chargé de plaider dans une affaire importante. Il s'adjoint son confrère Adolphe Billault. À la suite d’une indélicatesse commise par Sandon, qui lui vaut une condamnation judiciaire, Billault plaidera seul, obtiendra l’acquittement des accusés, et sera seul rémunéré. Ce sera le point de départ de la haine de Sandon pour Billault. Ce dernier, qui n'avait pas été réélu à l'Assemblée législative, en profita alors pour tenter se faire élire dans la Haute-Vienne. En présence d'un groupe d'électeurs, Billault fait alors une profession de foi relevant du socialisme. Il parle alors avec un profond mépris de Louis Bonaparte et de son entourage. Ce dernier était alors Président de la République. Léon Sandon échange de nombreuses lettres avec Adolphe Billault une fois que ce dernier a quitté Limoges. Dans ces lettres, Billault répond aux questions des électeurs en gardant la même position politique. Il n'est pas élu député. Mais il se rallie plus tard à Napoléon III qui le nomme président du Corps législatif, puis Premier ministre. 
L’élévation successive de son ancien collègue à des postes de haute responsabilité rend Sandon jaloux et furieux. Il cherche à exploiter les lettres en sa possession afin d’obtenir sa propre promotion, ce à quoi Billault consent. Cela n’empêche pas Sandon de lui exprimer verbalement son mépris, comme il le confesse dans son plaidoyer :
« Dans les diverses entrevues que nous eûmes, j’avoue que les torts furent de mon côté : il m’offrait des places de procureur-général, de préfet, de l’argent, et je l’appelais petit drôle, petit histrion ; quelquefois même il m’arriva de le souffleter sans qu’il se défendît. Ma seule excuse, c’est que je le méprisais profondément. »
Sandon prit alors conscience du danger que représentait les lettres à la disposition d'un homme aussi irascible. Il chercha à les récupérer. Sandon refusa et se fit alors piéger par une ruse. Sandon voulut alors assigner son confrère. Il fut immédiatement arrêté. Il retira temporairement ses poursuites afin d'être relâché. Mais il les reprit par la suite, en commettant deux faux en écriture.
Démarre alors ce que Léon Sandon présentera comme une véritable persécution politique à son encontre. Lors de la quinzième arrestation dont il est l'objet, il fait un séjour de plus de deux semaines au dépôt de la préfecture de Police. Il lance une pétition au Sénat pour lui demander l'autorisation de poursuivre Billault et une requête au Conseil d’État. Il est arrêté, conduit à Paris et comparait devant le juge d'instruction pour dénonciation calomnieuse dans une requête au Conseil d’État. Sandon y voit l'opportunité de faire parler de l'affaire. Pendant son incarcération, quatre médecins le soumettent alors à un long interrogatoire. Le lendemain, il est admis à l'asile de Charenton pour "monomanie raisonneuse".
En octobre 1863, le procureur général Cordoën lui rend visite. Il lui apprend la mort de Billault. Après un séjour de dix-sept mois à l'asile, il retrouve la liberté. Il lance alors une demande en dédommagement et plaide lui-même sa cause, en gardant curieusement le silence sur l’origine de son éviction de l’affaire que Billault gagna seul. Le tribunal lui interdit la publicité autour des débats et déboute sa demande. Par peur de voir les opposants politiques s'emparer de l'affaire, l'Empereur lui fait accorder une indemnité de 10 000 francs et une pension de 6 000 francs. Sandon devient à partir de ce moment-là un partisan de l'Empire.